# Skorogonek dwubarwny
Skorogonek dwubarwny (Tachyporus obtusus) – gatunek chrząszcza z rodziny kusakowatych i podrodziny Tachyporinae.

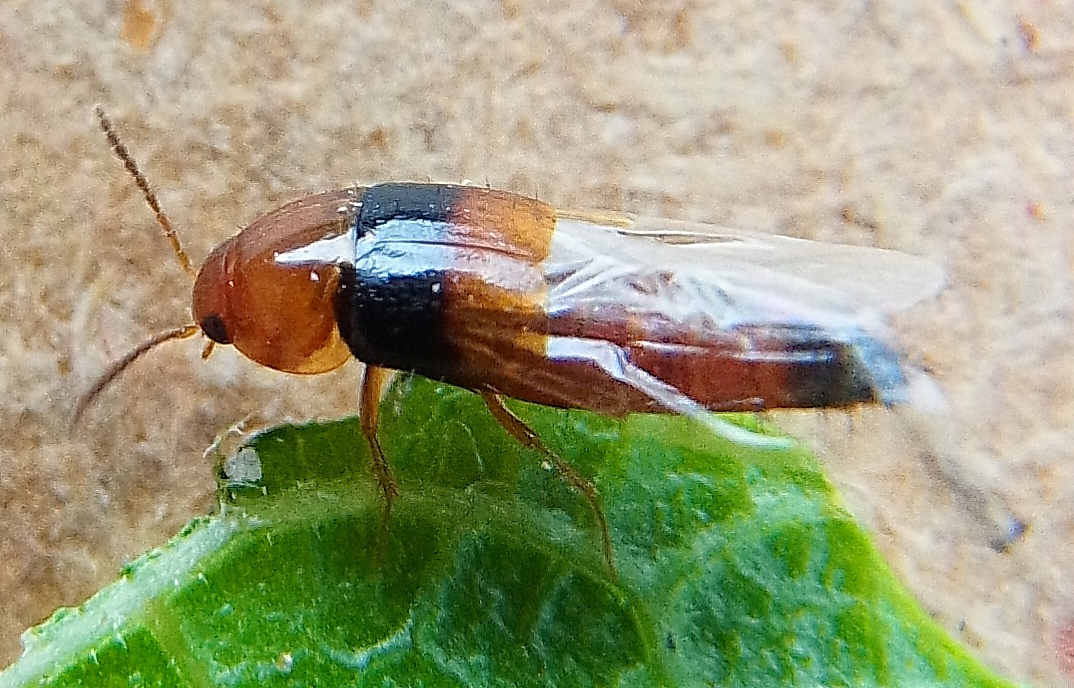
T. obtusus z widocznymi skrzydłami II pary

## Opis
Chrząszcz ten osiąga od 3,3 do 4 mm długości ciała. Posiada szerokie, jasne przedplecze.

## Występowanie
Gatunek palearktyczny. Występuje w prawie całej Europie. W Polsce chrząszcz ten jest pospolity. Spotykany na wilgotnych terenach otwartych pod kamieniami i gnijącą roślinnością, a w lasach w mchu i pod opadłymi liśćmi.